# Галлямов, Амир Наилевич
Амир Наилевич Галлямов (род. 9 мая 1970, Челябинск) — российский предприниматель и политик, член Совета Федерации (2007—2011).

## Биография
Родился 9 мая 1970 года в Челябинске, окончил Челябинское высшее военное автомобильное инженерное училище. В 1994 году назначен заместителем директора по коммерции в АОЗТ «Транснефтебункер», впоследствии работал заместителем главы Московского представительства «Новосиб Ойл енд Газ Инк», коммерческим директором ЗАО «Лубриком», заместителем гендиректора ООО «Лукойл-Центрнефтепродукт». В 2003 году занял должность президента Инвестиционно-финансовой компании «РЕНРОЛ». Защитил диссертацию на соискание научной степени кандидата экономических наук. С 11 октября 2006 года — член партии «Единая Россия».
11 июля 2007 года постановлением Совета Федерации № 293-СФ на основании постановления губернатора Амурской области от 5 июня 2007 года № 15-к Галлямов утверждён членом верхней палаты парламента от исполнительного органа государственной власти Амурской области ввиду отставки Игоря Рогачёва, однако 19 сентября 2007 года постановлением № 408-СФ Совет Федерации отменил постановление № 293-СФ с 11 июля 2007 года (17 сентября областной совет избрал Галлямова своим представителем в Совете Федерации вместо Галины Бусловой, 19 сентября он был утверждён Советом Федерации, а Рогачёв остался в прежней должности).
В сентябре 2007 года вошёл в Комитет правовым и судебным вопросам (состоял в нём по апрель 2008 года, затем с июня 2008 по октябрь 2009 года). С сентября 2007 по ноябрь 2011 года состоял в Комиссии по контролю за обеспечением деятельности Совета Федерации, кроме того с сентября 2007 по ноябрь 2008 года работал в Комиссии по делам молодёжи и спорту, которая в ноябре 2008 года была переименована в Комиссию по делам молодёжи и туризму. С октября 2008 по март 2011 года занимал должность заместителя председателя Комиссии по контролю за обеспечением деятельности Совета Федерации (с марта по ноябрь 2011 года оставался рядовым членом этой Комиссии). С ноября 2008 по март 2011 года работал в Комиссии по физической культуре, спорту и развитию олимпийского движения (с марта по ноябрь 2011 года — первый заместитель председателя этой Комиссии). В октябре 2009 года вошёл в Комитет по делам Федерации и региональной политике и работал в нём до ноября 2011 года, в ноябре 2011 года вошёл в Комитет по федеративному устройству, региональной политике, местному самоуправлению и делам Севера.
В декабре 2011 года поддержал протесты несогласных с официальными итогами выборов в Государственную Думу.
24 мая 2012 года назначен министром физической культуры, спорта, туризма и работы с молодежью Московской области. Ушёл с должности по собственному желанию 25 декабря 2012 года.

## Семья
Супруга — Татьяна, в семье четверо детей.
26 мая 2019 года сын Галлямова Тимур был задержан после дорожно-транспортного происшествия — находясь за рулём автомашины, он пытался уйти от преследования и задел сотрудника полиции, в его отношении было возбуждено уголовное дело. 2 июля 2020 года Галлямов был приговорён к двум годам лишения свободы.